# 烏帽子岳 (佐世保市)
烏帽子岳（えぼしだけ）は、長崎県佐世保市にある山。標高は568メートル。佐世保富士とも呼ばれ、佐世保を代表する山の一つでもある。山頂周辺部は西海国立公園に指定されている。

## 概要
佐賀県境にそびえる国見山を主峰とする巨大な国見溶岩台地の南端部にあり、自身も噴火口を持っていたために2段構造になっている。安山岩質の火山だが、南麓には流紋岩質の溶岩ドームも露出している。山頂付近には噴石が飛び散り、山頂付近に遊びに来た子供は、多孔質の噴石を舐めると舌に張りつくことから「唾つけ石」と呼んで遊んだ。日宇の溶岩ドームはよく目立ち、白岳町に移転した白岳神社は当初烏帽子岳の山腹に開かれた。
国見溶岩台地は侵食によって寸断されており、烏帽子岳は東に並ぶ隠居岳とともに山系をなす。北麓は相浦川の侵食で国見山系と分断される。西麓は烏帽子岳を源流とする佐世保川に沿うが、源流部は佐世保川の浸食のため南北に裂けている。南麓は佐世保湾にそのまま没する。烏帽子岳と隠居岳の間は侵食による分断はなく、尾根筋が続いている。尾根筋の最も低い満馬越の直下は、日宇川上流の地滑り地帯となっている。
旧石器時代、縄文時代の遺跡は数多く在るが、有史時代に人が出入した記録は少なく、戦後にいたるまで山腹・山頂部の開発は行われていない。しかし森林の大多数は針葉樹を中心とした人工林に切り替わっている。特に北西部は山の田水源地に付随する水源かん養保安林として厳重に管理されている。このように植物相は変化に乏しいが、山麓部まで住宅地・農地が迫るために、イノシシやイタチ、キジなどの野生動物に出くわすこともある。近年ではイノシシによる農作物の被害が増えている。また渡り鳥の渡りルート上にあり、親子池にはガンカモ科の冬鳥が立ち寄る。山頂付近ではアカハラダカの渡りも目撃できる。

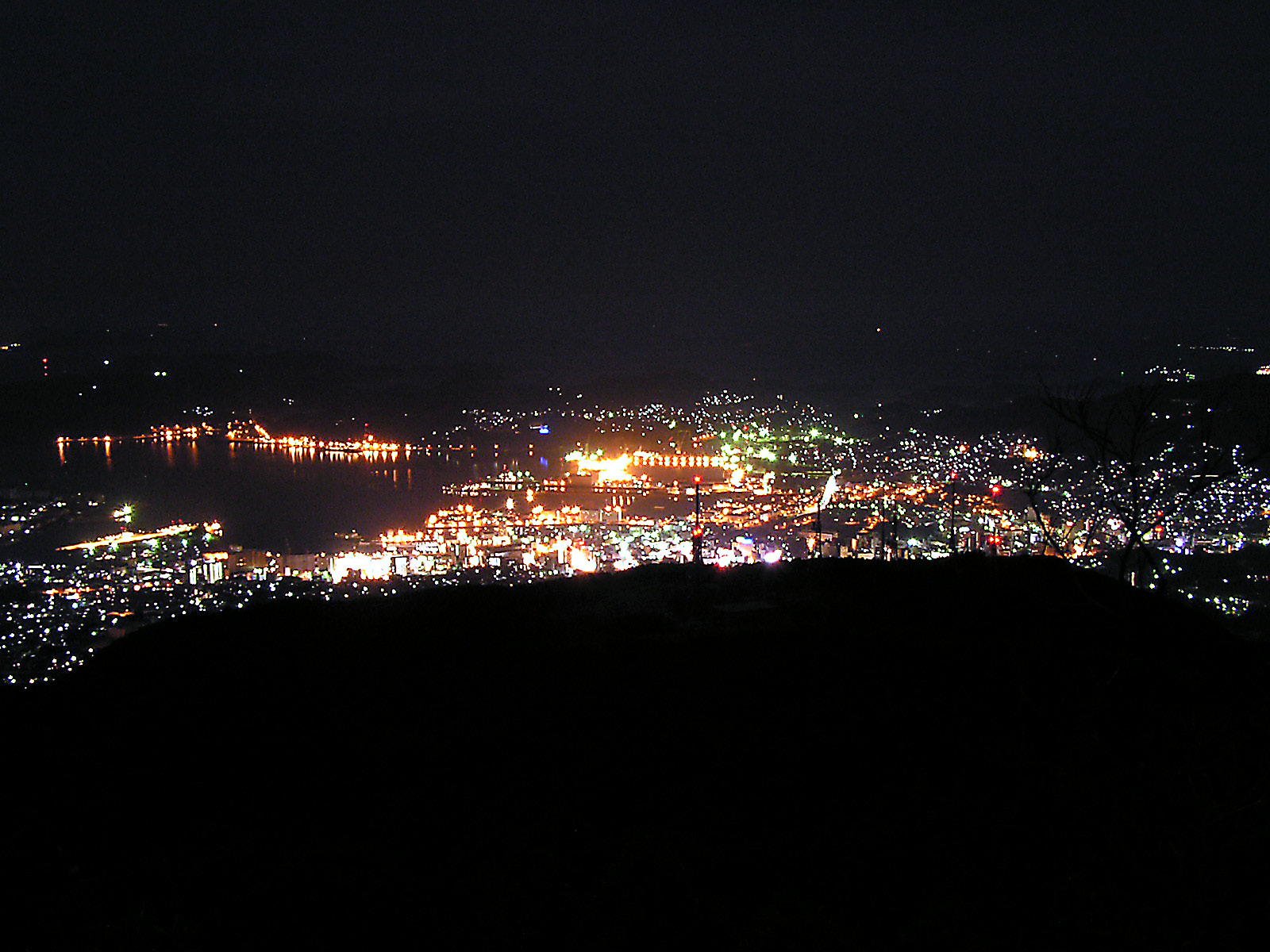
山頂からの夜景

同市にある弓張岳のような立派な展望所は無いが、頂上はコンクリート製の階段などで整備されており、360度の眺望が開けている。佐世保市中心街や南部の早岐地域、大村湾などを一望することができる。山頂の頂上から少し下ると「風と星の広場」という広場があり、市内の学校の遠足スポットとなっている。広場には日本初のワルツ曲といわれている『美しき天然』の歌碑もある。
昭和9年（1934年）制定の旧佐世保市歌冒頭、昭和27年（1952年）制定の現市歌3番の歌詞に烏帽子岳が詠まれている。ちなみに、弓張岳が校歌の歌詞に読み込まれている小中学校は4校に過ぎないが、烏帽子岳は地元の山手小学校烏帽子分校を除外しても19校にも及ぶ。
7〜8合目付近には、山頂の南側に宿泊学習や自然体験活動などをすることができる「長崎県立佐世保青少年の天地」、東側にはゴーカート、レーザーショット、ローラースケートなどができる「えぼし岳高原スポーツの里」、西側にはテレビ、ラジオの送信塔が建っており、長崎県北部（上五島地域・壱岐・対馬も含む）のテレビジョン放送・FM放送の電波送出の基点となっている。

## レジャー施設
烏帽子岳に存在するレジャー施設は次のとおり。
- えぼしスポーツの里
- 長崎県立佐世保青少年の天地

## アクセス
山麓が険しく山頂が平原状という典型的な溶岩台地のため、登山道はいずれも幅員が狭く、ヘアピンカーブが連続する険しい道である。山手町より田代町を経て山頂へと右回りに進むルートが主な道で、西肥バスが路線を設定している。この道には、春日町から佐世保川沿いに山の田水源地を通過するルートが合流する。交通量が多いルートとしては、南麓の木風町から通信施設の傍へと登るルート、黒髪町から満場越へ登り尾根筋の道を通ってバス路線に合流するルートが挙げられる。この他にも、柚木町から下宇戸を経て山を登るルートがあるが、道幅が狭いゆえ、あまり利用されない。
- JR佐世保駅から車で30分
- 西肥バス佐世保駅前バスターミナル4番のりばから「烏帽子岳」行きで40分、させぼバスが担当。（本数が少ないので注意）